# Geri Thomann
Geri Thomann (* 28. Juni 1957 in Zürich; † 15. März 2025) war ein Schweizer Pädagoge und Organisationswissenschaftler.

## Leben und Werk
Geri Thomann liess sich in Zürich von 1979 bis 1981 zum Volksschullehrer und von 1989 bis 1992 zum schulischen Heilpädagogen ausbilden, arbeitete von 1983 bis 1993 als Schulversuchslehrer und Co-Projektleiter in einem Integrationsprojekt an der Schule Urdorf und danach bis 1997 als Lehrbeauftragter am Lehrerseminar Kreuzlingen. Parallel begann er ein Studium der Pädagogik und Psychologie an der Universität Zürich, das er 2004 mit dem Lizentiat abschloss.
Von 1995 bis 2005 war er Ausbildungsleiter sowie Leiter Weiterbildung und Dienstleistungen an der aeB Akademie für Erwachsenenbildung in Luzern, die er am Schluss interimistisch leitete. Während dieser Zeit entstand das Standardwerk für Erwachsenen- und Weiterbildung Ausbildung der Ausbildenden, das 2019 in der 5. Auflage beim Verlag hep erschienen ist.
Von 1996 bis 1999 liess sich Thomann bei der Organisation TRIAS zum Organisationsberater und Coach ausbilden. Danach konzipierte und leitete er zusammen mit Elisabeth Fröhlich Luini einen MAS-Lehrgang in Supervision, Coaching und Organisationsberatung in Kooperation der aeB mit der PH St. Gallen. Von 2005 bis 2007 war er Mitglied der Geschäftsleitung der Schweizerischen Weiterbildungszentrale (heute ZEM CES) und verantwortete dort das Weiterbildungsprogramm. Er leitete für ZEM CES Evaluationen von Schulen der Sekundarstufe II.
2007 gründete er das Unternehmen bbe bildung – beratung – evaluation, über das er Beratungs- und Weiterbildungsaktivitäten abwickelte. 2008 erschien seine Dissertation Produktives Scheitern als Buch im hep-Verlag. Doktorvater war Jürgen Oelkers. Ab 2007 war Thomann Lehrbeauftragter an der Hochschule für Angewandte Psychologie der FHNW für den Themenbereich Coaching/Beratung. 2009 gründete er das Zentrum (später Abteilung) für Hochschuldidaktik und Erwachsenenbildung an der PH Zürich, um gemeinsam mit einem Team Fachhochschulen und Weiterbildungsorganisationen in der deutschen Schweiz in ihrer Professionalisierung zu begleiten. 2012 erhielt er eine Professur der Zürcher Fachhochschule in Hochschuldidaktik und Erwachsenenbildung. Er wurde 2022 emeritiert. Themenschwerpunkte seiner Arbeiten waren Scheitern in der Führung, Grenzmanagement in Expertenorganisationen, laterale Führung, didaktisches Handeln in der Weiterbildung und Beratung als Handlungsmodell.
Thomann absolvierte zudem von 1985 bis 1988 die Jazzschule Luzern (heute Musikhochschule Luzern) im Bereich Piano und veröffentlichte zwischen 1989 und 2005 einige Tonträger, unter anderem die LP Bretonischer Morgen (Unit Records).
Er wohnte mit seiner Ehepartnerin ab 1995 in Zug und hatte zwei Töchter.

## Veröffentlichungen (Auswahl)

### Bibliographie
- mit Martin Leuthard: Die integrative Schulungsform für Schülerinnen und Schüler mit Schulschwierigkeiten in Urdorf im Kanton Zürich. In: A. Bürli (Hrsg.): Schulische Integration behinderter Kinder. Edition SZH/SPC, Luzern 1994, S. 35–62.
- Wahrnehmen – Beurteilen – Beraten in Aus- und Weiterbildungssituationen. 2., überarbeitete Auflage. Verlag aeB, Luzern 2001.
- mit Elisabeth Fröhlich Luini: Supervision und Organisationsberatung im Bildungsbereich. hep, Bern 2004, ISBN 3-03905-108-3.
- mit Thomas Birri: Produktives Scheitern – Geschichten aus dem Führungsalltag. hep, Bern 2005.
- Innenbilder der Organisation Mittelschule – aus der Perspektive von Schweizer Autorinnen und Autoren. hep, Bern 2007.
- Produktives Scheitern – Wie Führungskräfte und Systemberater/innen in Bildungsorganisationen Komplexität bewältigen. hep, Bern 2008.
- mit Beat Bucher, Thomas Hagmann, Rolf Kuhn: Grenzmanagement (= Resonanz. Bd. 1). hep, Bern 2009.
- mit Beat Bucher, Thomas Hagmann, Rolf Kuhn: Loyalität (= Resonanz. Bd. 2). hep, Bern 2011.
- mit Anja Pawelleck: Studierende beraten. Barbara Budrich Verlag, Opladen/Toronto 2013.
- mit Franziska Zellweger: Lateral führen in Hochschulen. hep, Bern 2016.
- mit Claude Müller, Monika Schäfer (Hrsg.): Problem Based Learning – Kompetenzen fördern, Zukunft gestalten. ZFHE Sonderausgabe Online, 11. Jg., Nr. 3, Graz 2016.
- mit Monique Honegger, Peter Suter: Zwischen Beraten und Dozieren. 2., überarbeitete Auflage. hep, Bern 2017.
- mit Tobias Zimmermann, Denise Da Rin: Weiterbildung an Hochschulen. Über Kurse und Lehrgänge hinaus. hep, Bern 2018.
- Ausbildung der Ausbildenden – Lehrmittel für Erwachsenenbildung und Weiterbildung. 5., überarbeitete Auflage. hep, Bern 2019.
- mit Niels Anderegg, Sylvia Kaap-Fröhlich, Hans-Peter Karrer: Zwischen Expertise und Führung. hep, Bern 2021.
- mit Monique Honegger: Mit allem rechnen – Improvisieren in der Bildungsarbeit. hep, Bern 2021.

### Tonträger
- Bretonischer Morgen (LP). Unit Records UTR 4029, Zürich 1989.
- mit Hänsel samt Konkretel: Brudelhorn (CD). In petto 001, Zug 1995.
- mit EntreCotes: Neapoletanische Lieder und keltische Melodien (CD). In petto 002, Zug 2005.